# Peter Brosens e Jessica Woodworth
Peter Brosens (Lovanio, 1962) e 
Jessica Woodworth (Stati Uniti, 1971) sono due registi e sceneggiatori belgi.

## Carriera
Peter Brosens iniziò gli studi di geografia urbana e antropologia culturale all'Università di Lovanio e li proseguì nel Regno Unito all'Università di Manchester. Nel 1984, visitò il Perù, dove svolse un'ampia ricerca in loco sull'integrazione tra vari insediamenti della città di Lima. Dal 1988 fino al 1990, Bronsens lavorò a Guayaquil, in Ecuador, esaminando la migrazione dalle Ande e, nel 1992, studiò le forme di protesta della popolazione degli altopiani centrali ecuadoriani. Il suo documentario El camino del tiempo (1992) è uno dei risultati di questi studi. Tra il 1993 e il 1999, produce e dirige la trilogia della Mongolia, formata dai documentari City of the Steppes (1993), State of Dogs (1998) e Poets of Mongolia (1999), acclamata dalla critica e vincitrice di numerosi premi. Nel 1995, il regista si diplomò all'European Audiovisual Entrepreneurs (EAVE).
Brosens debuta al cinema nel 2006 con il lungometraggio Khadak, realizzato insieme a sua moglie Jessica Woodworth; i due lavoreranno assieme per tutti i loro lavori futuri. Il film, ambientato nelle gelide steppe della Mongolia, narra la storia di una giovane nomade che si trova ad affrontare un terribile destino in seguito ad una piaga che ha colpito gli animali della zona minacciando di sradicare il nomadismo. Khadak fu presentato alla 63ª Mostra internazionale d'arte cinematografica di Venezia dove ricevette il premio per la migliore opera prima. Il film fu inoltre candidato al gran premio della giuria del Sundance Film Festival nel 2007.
I successivi lavori della coppia Brosens e Woodworth includono Altiplano (2009), La quinta stagione (2012) e Un re allo sbando (2016).

## Filmografia
- Khadak (2006)
- Altiplano (2009)
- La quinta stagione (La Cinquième Saison, 2012)
- Un re allo sbando (King of the Belgians, 2016)
- The Barefoot Emperor (2019)